# 58e division (armée impériale japonaise)
Pour les articles homonymes, voir 58e division.
La 58e division (第58師団, Dai-go-jū-hachi shidan) est une unité d'infanterie de l'armée impériale japonaise basée à Yingcheng dans le centre de la Chine durant la Seconde Guerre mondiale. Son nom de code est Division Large (広兵団, Kou-heidan). Elle est créée le 2 février 1942 à Hankou en tant que division de sécurité (classe C), en même temps que les 59e et 60e divisions. Elle partage son quartier-général avec la 18e brigade mixte indépendante (en). De plus, la plupart des soldats de la 136e brigade d'infanterie de la 106e division, dissoute en 1940, sont réaffectés à la 58e division. En tant que division de sécurité, son épine dorsale est composée de bataillons d'infanterie indépendants et ne comprend pas de régiment d'artillerie.

## Histoire
Immédiatement après avoir été formée à Hankou, la 58e division est transférée à Yingcheng et continue d'abord à s'acquitter des tâches de garnison de la 18e brigade mixte indépendante.
En mai 1943, la 58e division participe à la bataille de l'ouest d'Hubei, aidant à sécuriser temporairement la voie fluviale Yichang - Wuhan.
La 58e division participe à l'opération Ichi-Go à partir de mai 1944, opérant près de Hengyang du 20 juillet au 8 août puis près de Guilin. Les forces japonaises ayant réalisé une percée, la division est affectée à la 11e armée à Liuzhou pour des tâches de garnison. Elle confine ainsi les secteurs de la 3e division au sud et de la 13e division à l'ouest.
La 58e division est placée sous l'autorité directe de l'armée expéditionnaire japonaise de Chine et reçoit l'ordre de se replier le 1er avril 1945 après le déclenchement de la bataille d'Okinawa. Le 18 avril 1945, les forces chinoises du Guangxi attaquent la 58e division dans sa retraite vers Nankin, lui faisant subir de lourdes pertes.
Le 94e bataillon d'infanterie indépendant, établi comme garnison à 30 km au nord-nord-est de Liuzhou, est temporairement affecté à la 3e division, arrivant à Nanning le 13 avril 1945. Le bataillon retourne à la 58e division le 26 mai 1945 dans le xian de Binyang. La 13e division commence quant à elle à se replier le 27 mai 1945, et Liuzhou est finalement abandonnée par la 58e division le 19 juin 1945. Le 106e bataillon d'infanterie indépendant de la 58e division devient l'arrière-garde de la 11e armée et quitte le xian de Luzhai le 4 juillet 1945. Les combats avec les Chinois poursuivants cessent après la reddition du Japon le 15 août 1945.